# Katsurao (Fukushima)
Katsurao (葛尾村 Katsurao-mura?) es una villa localizada en la prefectura de Fukushima, Japón. En junio de 2019 tenía una población de 0 habitantes y una densidad de población de 0 personas por km². Su área total es de 84,37 km².

## Geografía

### Municipios circundantes
- Prefectura de Fukushima
  - Tamura
  - Nihonmatsu
  - Namie

## Demografía
Según datos del censo japonés, la población de Katsurao ha disminuido en los últimos años.
| Año del censo | Población |
| ------------- | --------- |
| 1995          | 1.831     |
| 2000          | 1.736     |
| 2005          | 1.625     |
| 2010          | 1.531     |
| 2015          | 18        |